# Szwaber
Szwaber, suszka, myjka – w żeglarstwie: rodzaj mopa z rozplecionych lin, narzędzie bosmańskie do zbierania (osuszania) resztek wody z pokładu.